# 如来院
珠光山徧照寺如来院（にょらいいん）は、兵庫県尼崎市寺町にある浄土宗の寺院。法然上人二十五霊跡第四番札所。
御詠歌「身と口とこゝろの外の弥陀なれば われをはなれてとなへこそすれ」

## 歴史

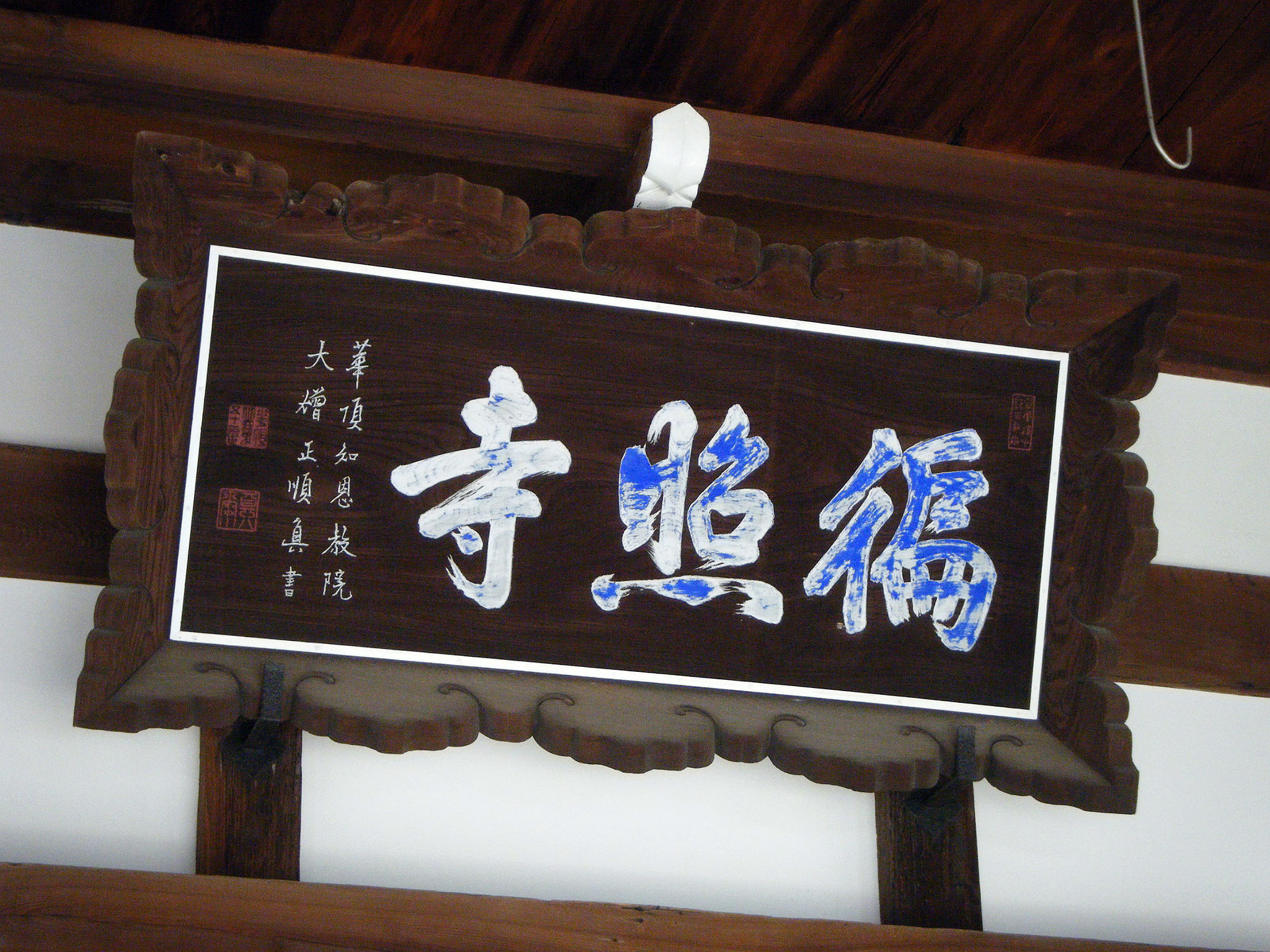
本堂・扁額　題字は知恩院第53代住持麗誉順真による。

天平年間（729年-749年）、聖武天皇の勅願により行基が建立した49院中の一院となる。開基当初は摂津国神崎において、天皇の厄除けを祈願するため釈迦の本尊を祀り、徧照寺もしくは神崎釈迦堂と称された。
釈迦堂のあった神崎は昔から、京都と西国地方を結ぶ船舶の拠点として繁栄し、遊女も多かった。建永2年（1207年）3月、法然が讃岐遠流の途中同地に立ち寄り、5人の遊女を帰依させる。その後自らを懺悔し念仏を授かった5人は神崎川へ入水。住民は遺骸を川岸に葬り遊女塚とし、法然は釈迦堂にて念仏回向したとの伝承がある。当寺には現在も法然の遺物や遊女5人の遺髪が残されている。
同年12月、法然は勅免により京都へ戻る途中、遊女たちを弔うため再び神崎を訪れる。住民は徳を得るため引き留めようとしたが、勅命により自らの意のままにならない彼は代わりに弟子の湛空を釈迦堂に留めさせ、法然上人宗祖の念仏道場として信仰盛んとなった。
だが永正14年（1517年）、神崎の洪水で釈迦堂が流されたため、新たに善光寺式如来を模した阿弥陀如来を本尊とし、それ以後如来院と称している。
永正17年（1520年）、前年に大物城を築いた城主・細川高国が城内（大物）に当寺を移転させた。永禄12年（1569年）の織田信長による尼崎焼打ちの際も、当寺は長遠寺と共に被災を免れたと言われる。さらに元和4年（1618年）、戸田氏鉄の尼崎城築城に伴い、元和年間（1615年 - 1624年）に寺町（現在地）へ移転した。

### 年表
- 天平年間（729年 - 749年） - 摂津国神崎にて神崎釈迦堂創建
- 永正14年（1517年）- 神崎の洪水により本堂等が被災、以降阿弥陀如来を本尊とし、如来院と称される
- 永正17年（1520年） - 大物城内（大物）へ移転
- 元和年間（1615年 - 1624年） - 寺町（現在地）へ移転
- 1977年（昭和52年）1月 - 本堂および地蔵堂修復工事が完了[6]
- 1993年（平成5年）5月31日 - 鐘楼修復工事が完了[7]

## 境内

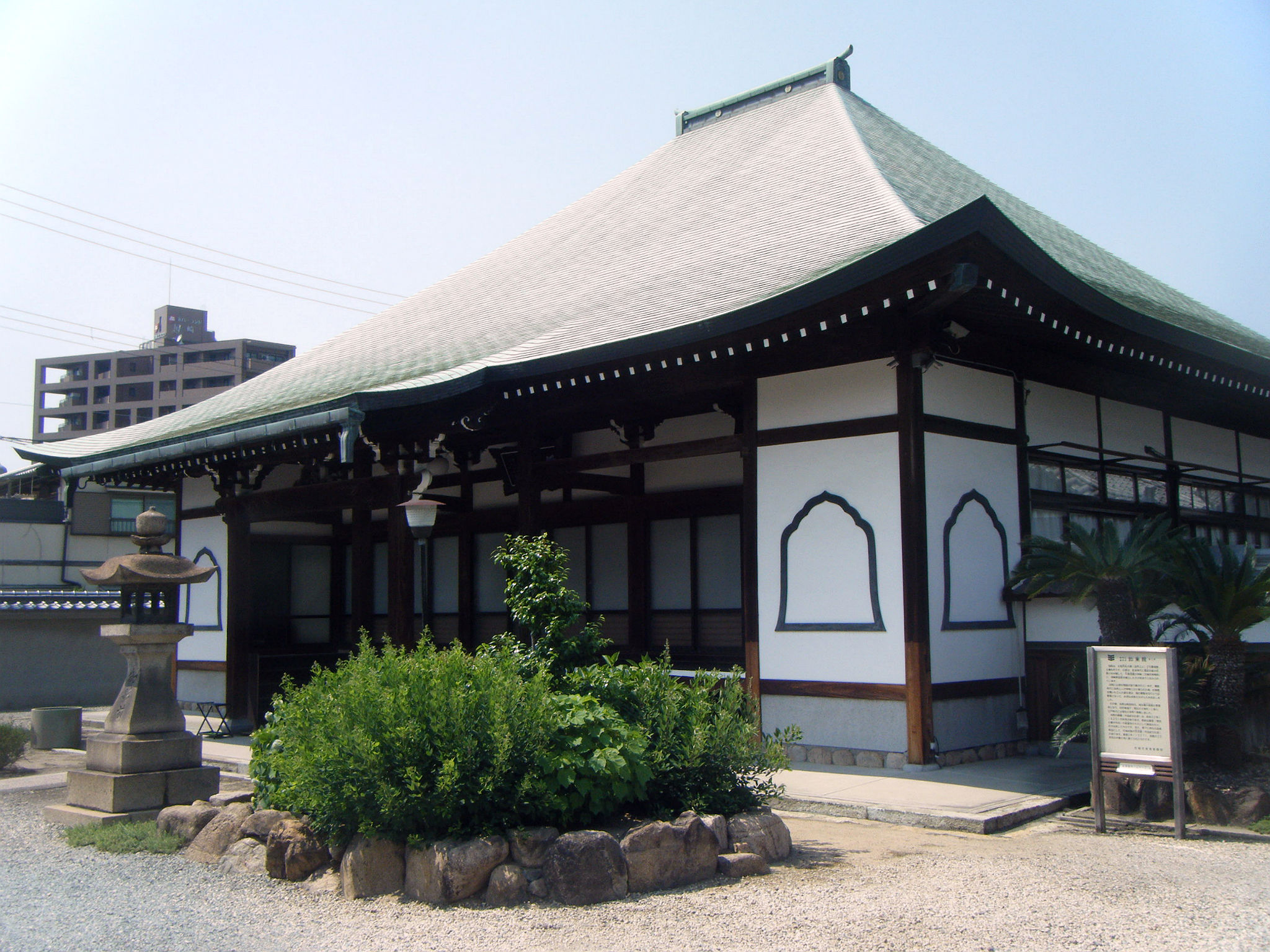
本堂（尼崎市指定文化財）

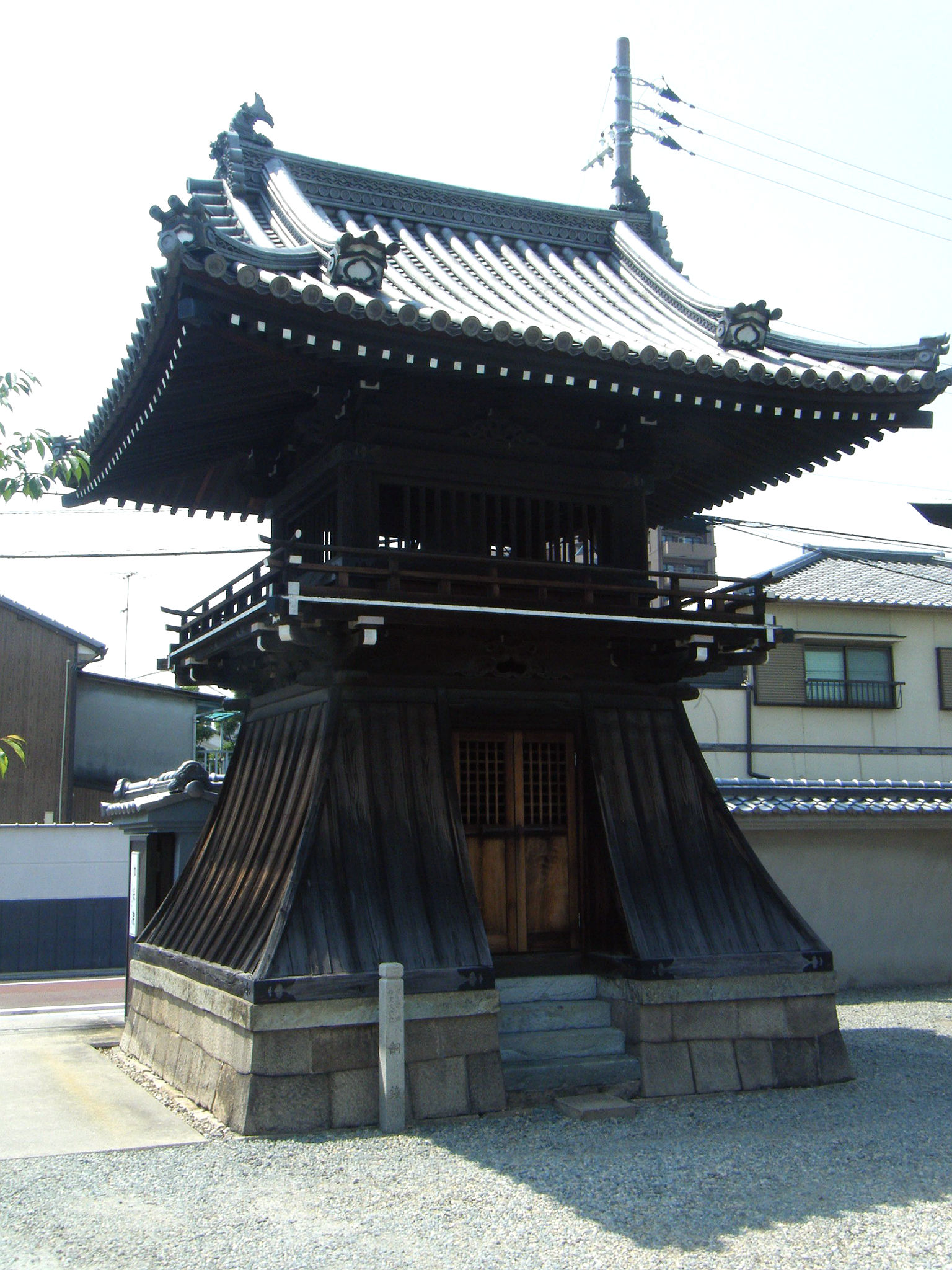
銅鐘（尼崎市指定文化財）が釣られている鐘楼

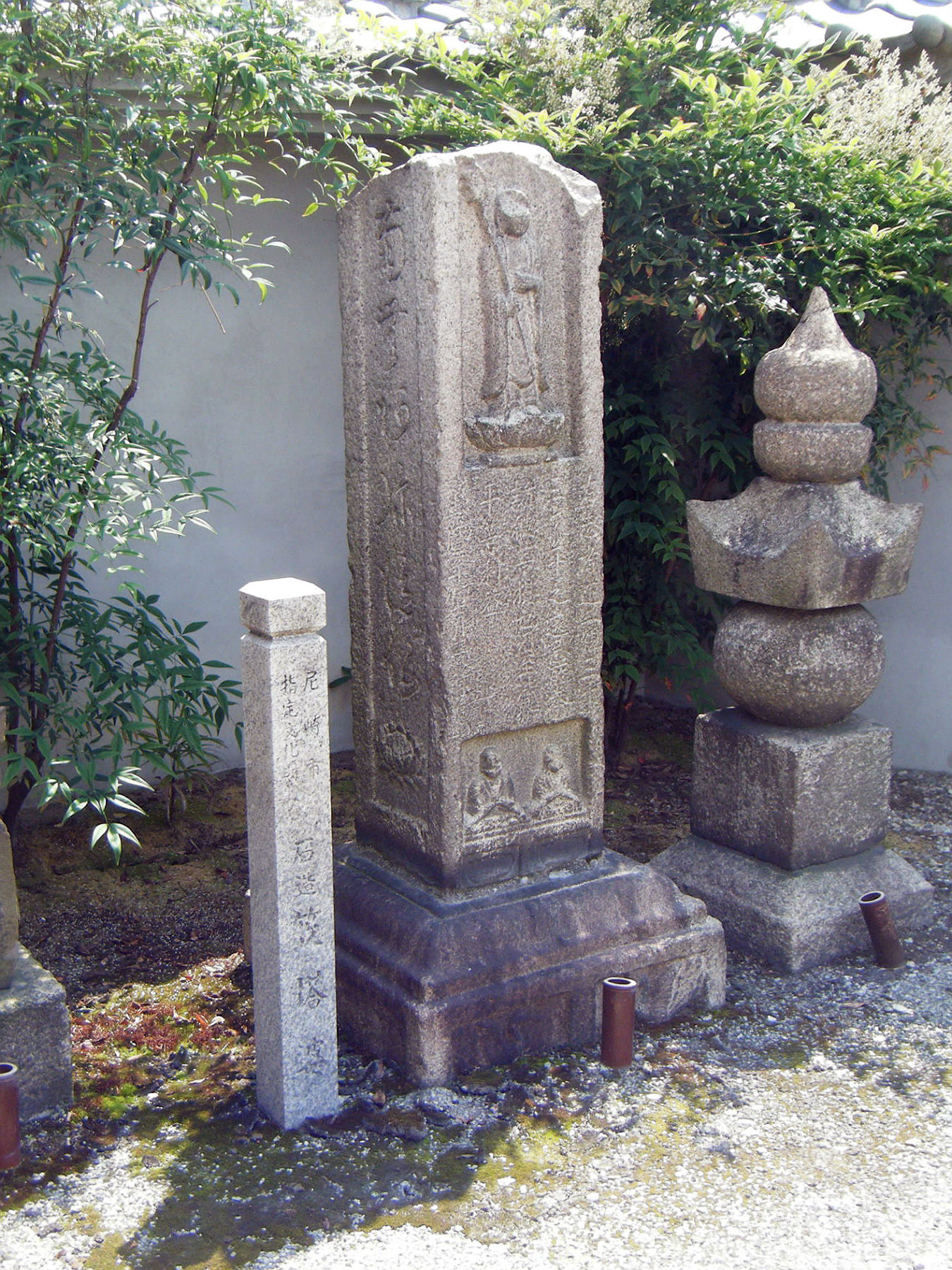
石造笠塔婆（尼崎市指定文化財）

本堂を初め4つの文化財や近世の著名人の墓などがある。
本堂
尼崎市指定文化財。寄棟造・木造銅板葺の建物。正面は南向き。元禄9年（1696年）建立。以前は瓦葺であったが、 1977年（昭和52年）の修復時に葺き替えられた。堂内には阿弥陀如来を本尊とし、善導・円光両大師他、諸仏を安置している。内陣の天井に描かれた龍図は、大岡春卜の門弟とされる絵師・江阿弥（卜信）による、宝暦3年（1753年）の作。内部に組物を採用した総円柱本堂としては極めて貴重な遺構。
表門
尼崎市指定文化財。切妻造・木造瓦葺の薬医門。本堂と同時期の17世紀末頃の建築と見られる。棟札には、本堂の建立年などが墨書されている。
銅鐘（梵鐘）
尼崎市指定文化財。青銅製。高さ89.8cm、口径は南北52.9cm・東西52cm。応永32年（1425年）の銘がある。この鐘を当寺が所有するまでの経緯は不明だが、残された銘文より嘉吉3年（1443年）に河島（現・京都府京都市西京区内）の土倉から買い取られ、丹波国桑田郡の西楽寺へ移されたことが確認できる。
鐘楼
本堂南西にある、銅鐘を釣る入母屋造・木造瓦葺の建物。建立時期は不詳だが、形式手法より江戸時代後期のものと推定される。
石造笠塔婆
尼崎市指定文化財。本堂向かいの塀を背にして建つ、花崗岩製の供養碑。高さ184.8cm。先端が欠失し塔身と基礎が残っている。嘉暦2年（1327年）建立。刻まれた銘文より、亡父母の33回忌にあたりその子供が建てたものであることが確認できる。当時の石造美術としても代表的な遺品。
地蔵堂（納骨堂）
本堂の南東、石塔婆と並んで建つ、木造銅板葺の建物。本堂と同時期に瓦を葺き替えられている。本尊は、宝暦5年（1755年）3月建立の地蔵菩薩（石造）。

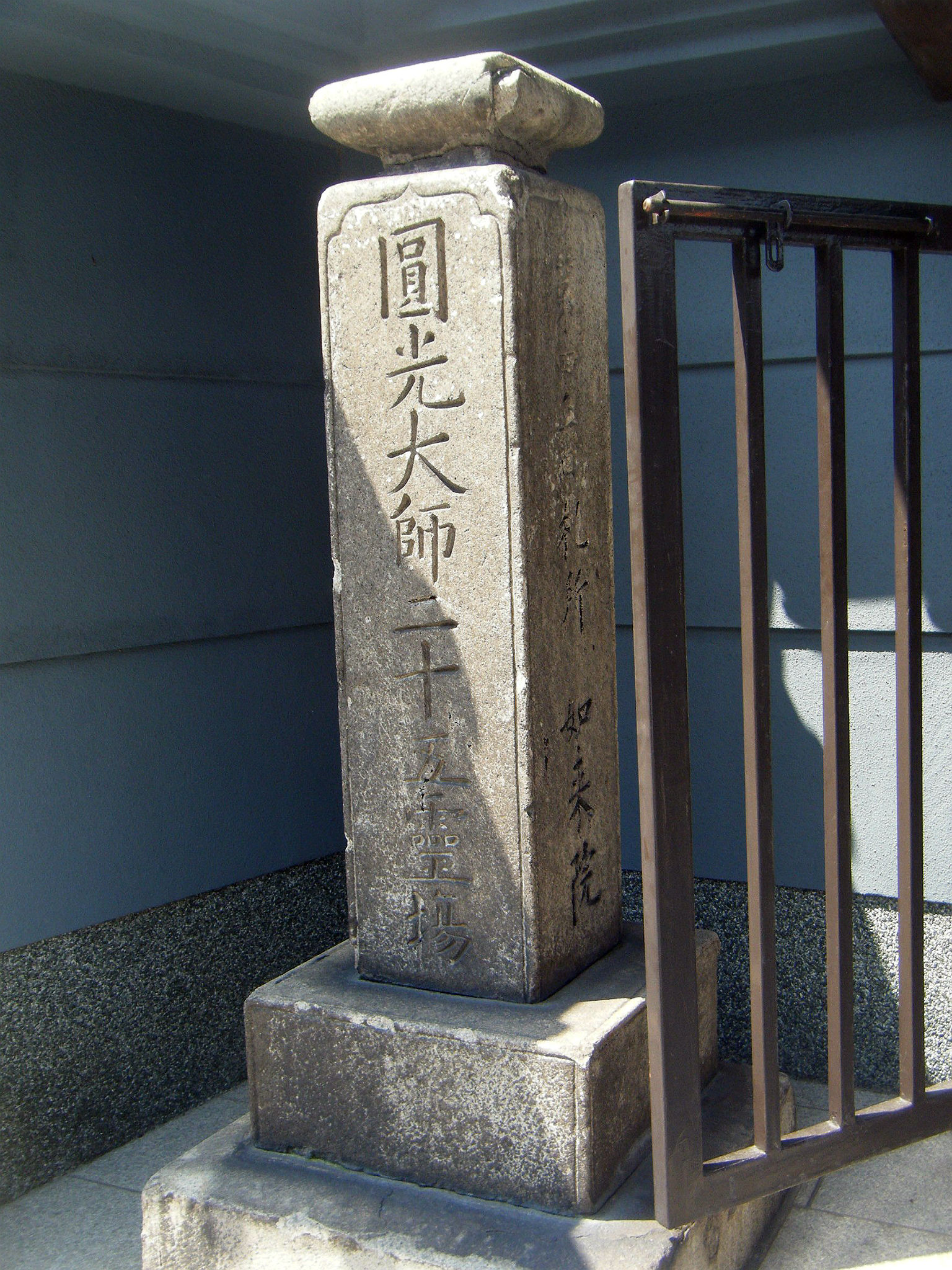
円光大師二十五霊場 第四番札所石碑銘 表門脇に建つ。明和3年（1766年）建立。
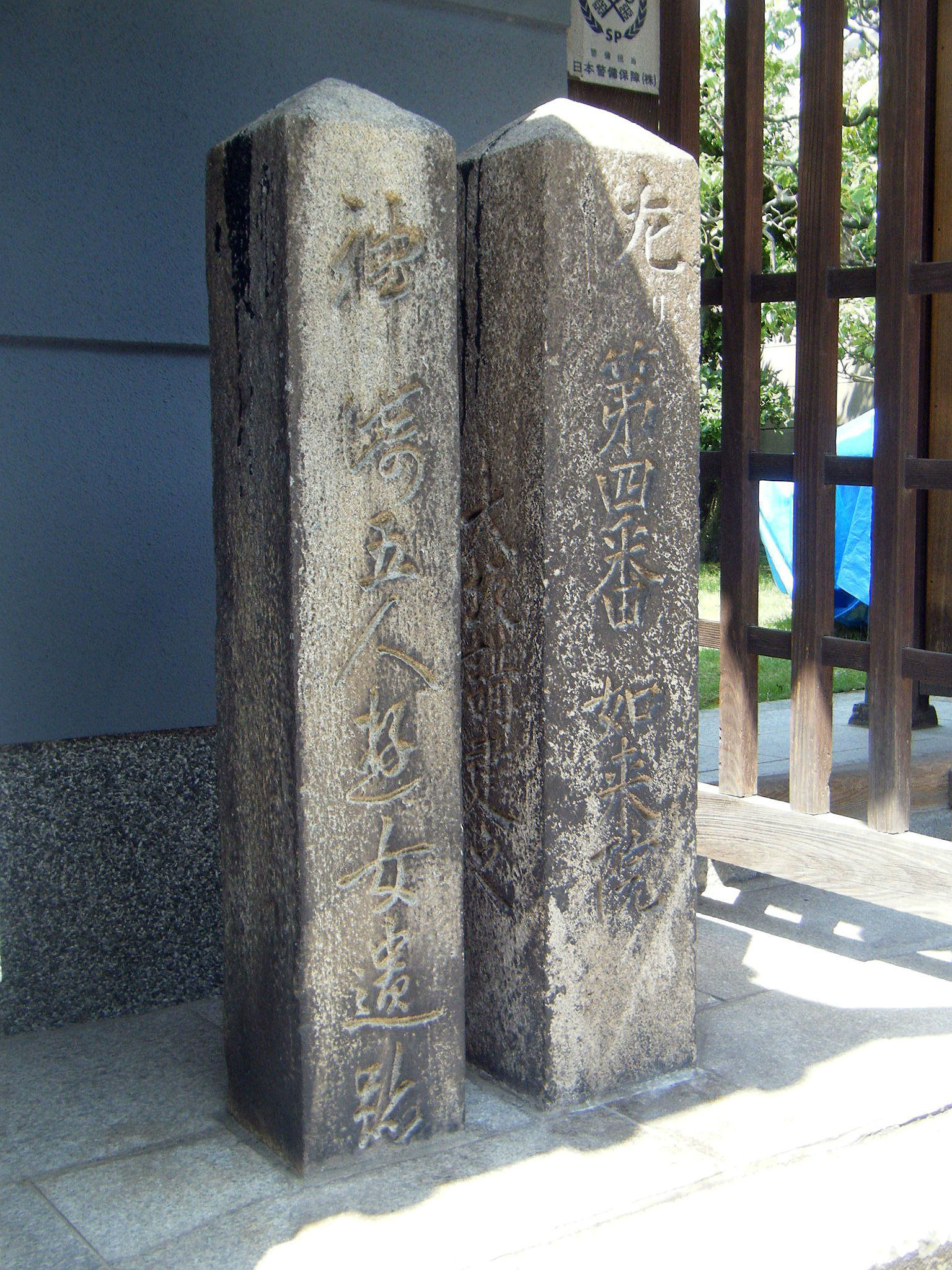
札所石碑銘（右）・神崎五人遊女遺址石碑銘 表門東隣の小門脇に建つ[注 1]。
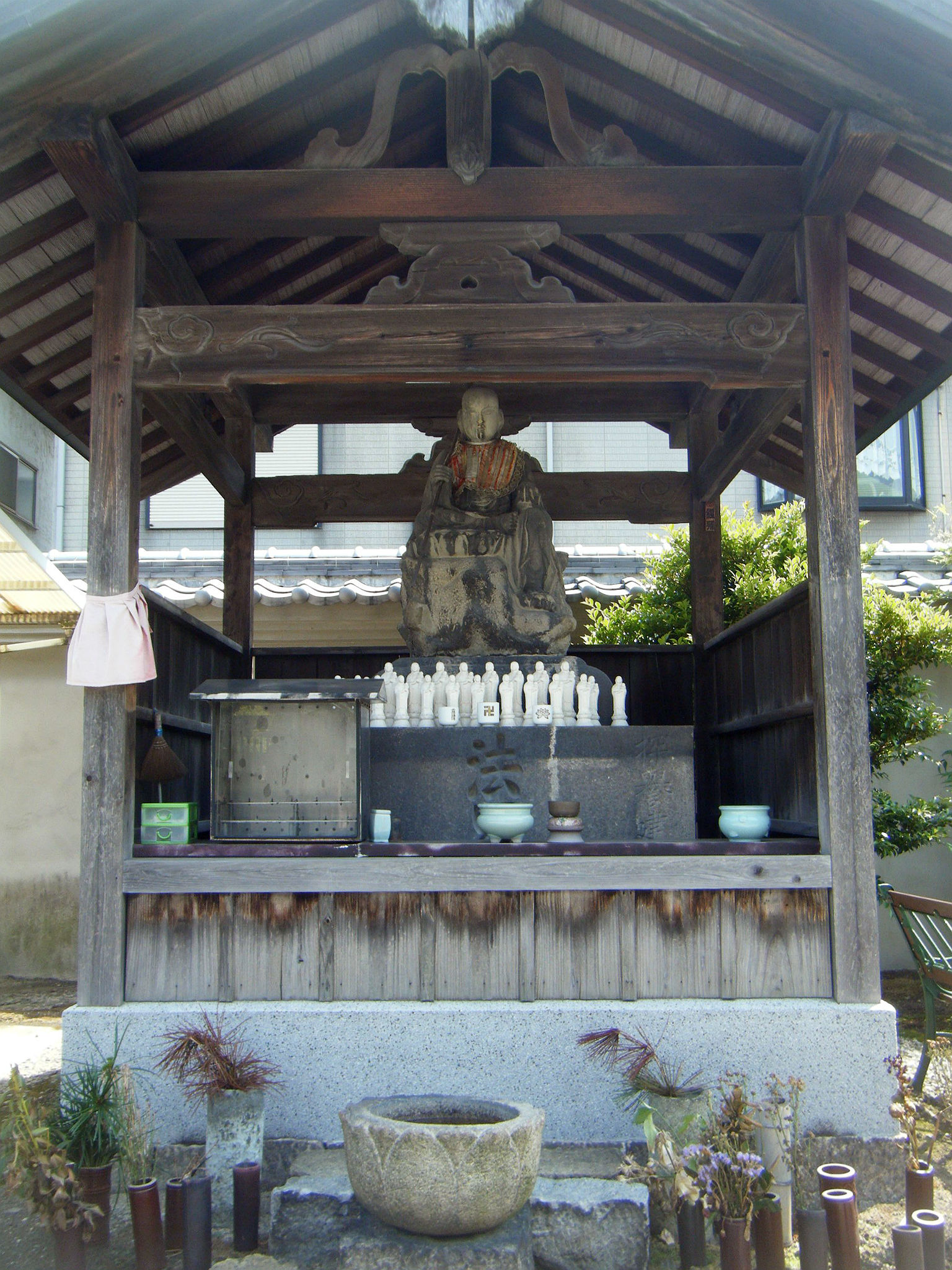
地蔵堂（納骨堂） 片脚のみ組まれた地蔵菩薩が特徴。

## 文化財

### 尼崎市指定文化財
- 本堂 - 2003年（平成15年）3月28日指定
- 表門（附、棟札1枚、箱入） - 2003年（平成15年）3月28日指定
- 銅鐘 - 1984年（昭和59年）3月26日指定
- 石造笠塔婆 - 1983年（昭和58年）3月24日指定

## 交通アクセス
- 阪神尼崎駅下車 西へ徒歩約8分